# یان فیربرادر
یان فیربرادر (انگلیسی: Ian Fairbrother؛ زادهٔ ۲ اکتبر ۱۹۶۶) بازیکن فوتبال اهل بریتانیا است.
از باشگاه‌هایی که در آن بازی کرده‌است می‌توان به باشگاه فوتبال بری، باشگاه فوتبال رکسهام، و باشگاه فوتبال لیورپول اشاره کرد.